# Lijst van voetbalinterlands Brazilië - Kameroen
Deze lijst van voetbalinterlands is een overzicht van alle officiële voetbalwedstrijden tussen de nationale teams van Brazilië en Kameroen. De landen speelden tot op heden zeven keer tegen elkaar. De eerste ontmoeting was een groepswedstrijd tijdens het Wereldkampioenschap voetbal 1994 op 24 juni 1994 in San Francisco (Verenigde Staten). Het laatste duel, een groepswedstrijd tijdens het Wereldkampioenschap voetbal 2022, vond plaats in Lusail (Qatar) op 2 december 2022.

## Wedstrijden
| № | Plaats        | Datum            | Competitie                   | Wedstrijd           | Uitslag |
| - | ------------- | ---------------- | ---------------------------- | ------------------- | ------- |
| 1 | San Francisco | 24 juni 1994     | WK 1994                      | Brazilië – Kameroen | 3 – 0   |
| 2 | Curitiba      | 13 november 1996 | Vriendschappelijk            | Brazilië – Kameroen | 2 – 0   |
| 3 | Kashima       | 31 mei 2001      | FIFA Confederations Cup 2001 | Brazilië – Kameroen | 2 – 0   |
| 4 | Saint-Denis   | 19 juni 2003     | FIFA Confederations Cup 2003 | Brazilië – Kameroen | 0 – 1   |
| 5 | Brasilia      | 23 juni 2014     | WK 2014                      | Kameroen − Brazilië | 1 − 4   |
| 6 | Milton Keynes | 20 november 2018 | Vriendschappelijk            | Brazilië − Kameroen | 1 − 0   |
| 7 | Lusail        | 2 december 2022  | WK 2022                      | Kameroen − Brazilië | 1 − 0   |

## Samenvatting
| Competitie              | Totaal gespeeld | Winst Brazilië | Gelijk | Winst Kameroen | Doelsaldo Brazilië – Kameroen |
| ----------------------- | --------------- | -------------- | ------ | -------------- | ----------------------------- |
| WK-eindronde            | 3               | 2              | 0      | 1              | 7 − 2                         |
| FIFA Confederations Cup | 2               | 1              | 0      | 1              | 2 − 1                         |
| Vriendschappelijk       | 2               | 2              | 0      | 0              | 3 − 0                         |
| Totaal                  | 7               | 5              | 0      | 2              | 12 − 3                        |

Wedstrijden bepaald door strafschoppen worden, in lijn met de FIFA, als een gelijkspel gerekend.

## Details

### Eerste ontmoeting
| WK 1994 (San Francisco, Verenigde Staten, 24 juni 1994):                                                   |              | |
| Brazilië                                                                                                   | 3 – 0        | Kameroen |
| Romário 39' Márcio Santos 62' Bebeto 72'                                                                   | goals        | |
| Carlos Alberto Parreira                                                                                    | bondscoach   | Henri Michel |
| Claudio Taffarel Jorginho Márcio Santos Aldair Leonardo Dunga Zinho 74' Mauro Silva Raí 80' Romário Bebeto | opstellingen | Joseph-Antoine Bell Stephen Tataw Rigobert Song Raymond Kalla Hans Agbo Emile M'Bouh Thomas Libiih Marc-Vivien Foé 70' Louis M'Fédé 63' David Embé François Omam-Biyik |
| Paulo Sérgio 74' Müller 80'                                                                                | wissels      | 63' Roger Milla 70' Emmanuel Maboang |
| Mauro Silva 44'                                                                                            | gele kaarten | 8' Stephen Tataw 37' Raymond Kalla |
| | rode kaarten | 84' Rigobert Song |

### Vierde ontmoeting
| FIFA Confederations Cup 2003 (Saint-Denis, Frankrijk, 19 juni 2003): |       |                  |
| Brazilië                                                             | 0 – 1 | Kameroen         |
|                                                                      | goals | 83' Samuel Eto'o |

### Vijfde ontmoeting
| WK 2014 (Brasilia, Brazilië, 23 juni 2014): |                 | |
| Kameroen | 1 – 4           | Brazilië |
| Joël Matip (Allan Nyom) 26' | goals (assists) | 17' Neymar (Luiz Gustavo) 35' Neymar (Marcelo) 49' Fred (David Luiz) 84' Fernandinho (Oscar)                      |
| Volker Finke | bondscoach      | Luiz Felipe Scolari                                                                                               |
| Charles Itandje Henri Bedimo Nicolas N'Koulou Joël Matip Allan Nyom Stéphane Mbia Eyong Enoh Landry N'Guémo Benjamin Moukandjo 58' Vincent Aboubakar 72' Eric Maxim Choupo-Moting 81' | opstellingen    | Júlio César Marcelo David Luiz Thiago Silva Daniel Alves Luiz Gustavo 46' Paulinho 63' Hulk Oscar Fred 71' Neymar |
| Edgar Salli 58' Pierre Webó 72' Jean Makoun 81' | wissels         | 46' Fernandinho 63' Ramires 71' Willian                                                                           |
| Eyong Enoh 11' Edgar Salli 75' Stéphane Mbia 80' | gele kaarten    | |